# LNER A1形・A3形蒸気機関車
LNER A1形・A3形蒸気機関車は、イギリスの鉄道会社、 ロンドン・アンド・ノース・イースタン鉄道 (LNER) の蒸気機関車の形式である。
A1形・A3形はいずれも、ナイジェル・グレズリーによって設計された軸配置4-6-2（パシフィック）の3気筒蒸気機関車である。A3形はA1形の改良機で、A1形の大多数が最終的にA3形相当に改造されたため、これらは一連の形式として扱われることが多い。また、A3形はパシフィックの軸配置をイギリスの量産蒸気機関車で初採用している。
当初はグレート・ノーザン鉄道 (GNR)が開発、使用した車両であるが、1923年のGNRを含めた鉄道会社のグループ化により誕生したLNERの急行列車として採用された。
グレズリー後任の技師長(Chief Mechanic Engineer:CME)、エドワード・トンプソンの改造したA1/1形や、トンプソンの後任のアーサー H. ペパコーンの手がけた新設計のA1形が存在するため、グレズリーA1・A3（形）とも呼ばれる。
4472号機「フライング・スコッツマン」が保存されており、A1形・A3形を通して唯一の保存機となっている。

## A1形
A1形は東海岸本線の急行列車牽引に十分な能力の確保、既存機よりも経済的に運行可能とする点を目的に開発され、1911年に当時のGNRの技術責任者であった、ナイジェル・グレズリーにより提案された。この形式は1922年4月から1923年9月の間に12両（1470〜1481号機）、1924年6月から1935年2月の間に67両（2543〜2582、2743〜2752、2595〜2599、2795〜2797、2500〜2508号機）が製造され、製造後すぐにGNRでのA1形による最初の営業運転が行なわれた。各機関車はGNR時代では名前がなかったものの、1924年2月に当時の有名な競走馬の名前がつけられ、同時に最初に製造された12両の番号が、4470〜4481に変更された。
製造費用の面では、当時競合とされたグレート・ウェスタン鉄道 (GWR) のキャッスル級の最初の10両が1両当り￡6,840で製作されたのに対し、A1形の最初の10両は1両当り￡8,560となっており当時としては高価な機関車であったと言える。
1923年の大合併を経て、GNRはLNERの一部となり、ナイジェル・グレズリーはLNERの技師長となった。A1形は通常のワルシャート式弁装置による左右各1基のシリンダーに加え、それら2基のシリンダーの弁装置から連動てこによって差動合成することで所要のバルブタイミングを生成するグレズリー式連動弁装置と、これによって動作する第3シリンダーを車輪間に持っていた。
A1形の登場によりLNERの基幹路線であった東海岸本線の急行列車は一新、グレズリーの前任者アイヴァットの設計したC1形は同社の主力機の座を譲る事となった。また、A1形の中でも最も有名な4472号機「フライング・スコッツマン」は公式に時速100マイル（160km/h）を超えた最初の機関車となった。
重要な設計上の問題として、潤滑油のパイプの破損が挙げられる。この潤滑油のパイプの交換には、ボイラーを取り外す必要があり、非常に大規模な手間を要した。
1925年にグレート・ウェスタン鉄道のキャッスル級とA1形を互いの会社の路線で走行させた比較試験の結果、最も大きな問題点が明らかとなった。この比較の結果、A1形よりも小柄なキャッスル級（軸配置：4-6-0）が出力と石炭消費の両面でA1形に勝っていることが判明し、キャッスル級の石炭消費が少ないのは、GWRが発熱量の大きいウェールズ炭を使用しているためとしていたLNER側の主張を覆すこととなった。キャッスル級の石炭消費が少ない理由は弁装置の設計にあり、バルブ・トラベルを大きく設計してボイラーから供給される蒸気の膨張を生かし、蒸気の消費量を抑制していた。ナイジェル・グレズリーは過去に自身の設計した機関車で、バルブ・トラベルを大きくしたためにシリンダー破損に至った形式があったことから、比較的小さいバルブ・トラベルでA1形の弁装置を設計していたが、キャッスル級での成功を見て、後に設計変更を行なっている。

## A3形
一連の問題が解決した後、ナイジェル・グレズリーはA1形の改良に取り掛かった。なかでも2555号機「センティナリー」で行なわれたシリンダー直径の減少、ボイラーの高圧化 (180PSIから220PSI) および過熱器の拡大は成功を収めた。この結果を基に新たな機関車としてA3形が製造され、既存のA1形もそれに準じた改造を受けA3形に編入された。A3形はLNERの重量級急行列車牽引でA1形以上の成功を収めた。2750号機「パピルス」は108mphのイギリス鉄道における速度の新記録を樹立し、流線型のA4形への足がかりとなった。
第二次世界大戦が勃発すると、24両編成の貨物列車を東海岸本線で運転することが計画され、A3形や改造前のA1形がその運用に駆り出された。戦時体制下では整備状態が悪化し、種々のトラブルが発生した。特に、本形式の最大の特徴であったグレズリー式弁装置には不具合が頻発し、これを採用した他形式では戦後通常の2気筒式蒸気機関車あるいはワルシャート式弁装置を3組並べた3気筒式機関車への改造が実施されたものもあるが、本形式とA4形については保存車のみとなった現在に至るまでこの特徴的な弁装置が維持されている。
戦後、A3形の外観に変更が行なわれた。ドイツ式のデフレクター（除煙板）が煙室の両側に設置されるとともに、1958年から1960年にかけて火室の通気能力増強を図って2本煙突化が行なわれた。

## 保存
4472号機「フライング・スコッツマン」の1両のみが解体を免れ保存されている。1968年から1972年にはアメリカ、1988年にはオーストラリアで運転され、オーストラリアでは蒸気機関車による最長無停車運転記録を打ち立てた。

## 登場作品
イギリスの絵本『汽車のえほん』シリーズにはダブルテンダー仕様の「フライング・スコッツマン」が23巻「機関車のぼうけん」に登場する。また、そのエピソードでの記述から、同シリーズのレギュラーキャラクターであるゴードンがモデル機であり、クルー市で2シリンダー化などシリーズ中の姿に改造されたという設定になっている。